# Zemst
Zemst is een Belgische plaats en gemeente in het noorden van de provincie Vlaams-Brabant, in het overgangsgebied tussen de agglomeraties van Brussel en Mechelen. De gemeente telt ruim 23.000 inwoners.
Naast de hoofdplaats Zemst omvat de gemeente ook de voormalige gemeenten Eppegem, Weerde, Elewijt en Hofstade (bekend van zijn gelijknamig recreatiedomein). 
Het grondgebied van de gemeente strekt zich uit van de Willebroekse Vaart in het westen tot de Leuvense Vaart in het oosten. De Zenne en Barebeek stromen tussen de belangrijkste woonkernen door. Hun gedeelde vallei vormt de scheiding tussen de nog relatief landelijke Brabantse kouters in het westen, met de plaatsen Zemst-Laar en Zemst-Bos, en het meer verstedelijkte Dijleland in het oosten.
De gemeente ligt tussen de twee grootste steden van het land, Brussel en Antwerpen. Over haar grondgebied lopen meerdere noord-zuidverkeersaders, zoals de autosnelweg E19 en spoorlijn 25, waarop ook de Eurostar rijdt.

## Naam
De eerste vermelding van Zemst komt uit de 12e eeuw en maakt gewag van Sempst. Doorheen het ancien régime wisselden gelijkaardige schrijfwijzen zoals Sempst, Semse of Sempse elkaar geregeld af. Op de Ferrariskaarten uit de late 18e eeuw wordt Zemst aangeduid als Semps. Later veranderde dit uiteindelijk officieel tot Sempst. Met de aanpassing van de gemeentenamen aan de nieuwe Nederlandse spelling werd het uiteindelijk het beter uitspreekbare "Zemst".
Vermoedelijk is het woord afgeleid van Seemst: De seem slaat op een bies en het deel st staat voor een "plaats". Men zou het dus kunnen omschrijven als "een plaats waar biezen groeien". Dit komt van oorsprong trouwens overeen met onder andere de rivier Sempt in zuidwest-Duitsland.

## Geschiedenis
Binnen de deelgemeente Elewijt lag een belangrijke Romeinse nederzetting, de vicus van Elewijt.

### Belang van de waterlopen
Vóór 1550 passeerden via Zemst goederen naar Brussel en in mindere mate naar Vilvoorde. Bij gebrek aan goede wegen gebeurde het goederenvervoer immers via de Zenne, met kleine schuiten die van Antwerpen, Mechelen en Zeeland kwamen. Brussel moest hier steeds toestemming voor vragen. Ten tijde van Filips de Goede werd de Zenne verlegd en in 1447 werden de gronden in de oude bedding te koop gesteld. Ook de Leibeek, die in de Zenne afwatert en eveneens een vaarweg was, veranderde doorheen de tijd meermaals van loop. In 1510 kwam het tot een rechtszaak van Zemstse bootslepers tegen deze van Vilvoorde. Deze bootslepers woonden vooral in het gehucht De Brug, vlak aan de Zenne. De opening van de Willebroekse Vaart in 1550 zorgde voor een sterke afname van de scheepvaart over de Zenne. Dit kanaal ligt echter ver van het centrum van Zemst. De laatste vrachtboten op de Zenne werden gezien in de winter van 1926-1927.

### 13e eeuw
Op 11 juni 1293 werd de rechtsmacht te Zemst verdeeld tussen de familie Van Grimbergen-Asse en de familie Van der Aa, beide afstammende takken van de Berthouts. De familie Grimbergen-Asse kreeg de lage rechtsmacht en de van der Aa's de hoge. Beide groepen hadden hun eigen meier, schepenen en leenmannen. Later kende Zemst zelfs drie schepenbanken, inbegrepen deze van de hertog van Brabant. Deze verdeling van de rechtspraak zorgde soms voor verwarring bij misdaden of processen. Heel Brabant was trouwens een lappendeken van verschillende rechtsgebieden. Deze gang van zaken beïnvloedde Zemst nog tot in 1796, toen het ancien régime een einde kende.

### 14e eeuw
Zemst was zeer bosrijk. Het Bos van Aa alleen al was in de 14de eeuw 400 bunder (540 ha) groot. Zemst-Laar was een open plek in het bos. Het stikt er van de bos-toponiemen. Desondanks was de gemeente ook rijk aan beemden en broeken, de meeste in heel het Hertogdom Brabant
In 1357 kwam het te Zemst tot een groot gevecht tussen Brabanders, aangevoerd door de graaf van Nassau en Mechelaars, onder leiding van Pieter Dondelaer. De Mechelaars drongen de Brabanders terug tot op het kerkhof, waarna de strijd in niemands voordeel meer vorderde. Dondelaer daagde Brabants ridder Hendrik van Quaderebbe uit tot een tweegevecht en verwondde hem.

### 15e eeuw
Zoals eerder vermeld werd de rechtsmacht te Zemst verdeeld in 1293. De rechtsmacht van de Grimbergen-Asse's werd herhaaldelijk doorgegeven via huwelijk of verkocht. Begin 15de eeuw kwam ze in handen van Godfried Raes, de toenmalige Kanselier van Brabant. Zijn dochter Goedele Raes erfde de rechten over en huwde met ridder Jan Vilain, die overleed in 1449 en begraven werd te Burcht. Godfried Vilain, ook wel Govaert Van Zempst genoemd, zoon van Jan en Goedele Raes, werd op zijn beurt heer van Zemst.
Godfried Raes had te Zemst een schepenbank, een meier, schepenen en 18 leenmannen, waarbij een jaarlijkse cijns van 23 pond en 6 schellingen behoorde
Zemst was ook het toneel van belangrijke economische onderhandelingen. Op 31 juli 1411 begaven vertegenwoordigers van Leuven en Brussel met de drossaard van Brabant zich naar hier om er te onderhandelen met afgevaardigden van Mechelen over de inbeslagneming door de Mechelaars van goederen, toebehorend aan de Brusselaars en de Leuvenaars. Ook werd in deze eeuw het Kasteel van Relegem gebouwd.

### 16e eeuw
Dit was de lange periode van de Tachtigjarige Oorlog, waarbij in de hervormingsgezinde Zuidelijke Nederlanden quasi ononderbroken werd gevochten tegen de katholieke Spanjaarden. Toen die hervormingsgezinden de duimen moesten leggen, moesten zij vluchten naar het veiligere noorden. Er waren in de streek ook vele roverbendes actief. In deze periode verloren de Zuidelijke Nederlanden vele honderdduizenden inwoners, en Zemst en zijn huidige deelgemeenten waren zeker geen uitzondering op de regel.
Tijdens de periode 1559-1616 vielen de parochies Zemst, Eppegem en Weerde nog onder de bisschop van Kamerijk, Elewijt hoorde echter reeds bij het opgerichte aartsbisdom Mechelen.
Zemst was rond 1566 een predikplaats voor protestanten.
Aan de grens met Mechelen lag rond 1579-1583 een fort, genaamd de "Hollaken" in het Vriezenbroek. Langs de waterlopen in het Scheldebekken, ten tijde van de godsdienstoorlogen, kwamen deze gebouwen, ook de zogenaamde schansen, talrijk voor om de vijand die zich per boot verplaatste, te observeren of tegen te houden.
In 1578, ten tijde van de Spaanse Oorlogen, werden de klokken van de kerk geroofd. In 1596 bracht de kerkelijke overheid meermaals bezoek aan Zemst om orde op zaken te stellen vanwege bijvoorbeeld het doopwater dat in een kom stond in plaats van in een doopvont. In 1598 zat de parochie zonder priester en was de kerkomheining verwoest. In 1599 regende het binnen in de kerk, maar zelfs in 1604 werd ze nog steeds niet hersteld en er werd gevreesd voor instorting.
In 1599 hield de pastoor een zondagsschool met godsdienstonderricht.

### 17e eeuw
In 1646 schilderde David Teniers de Jonge een van zijn talrijke dorpskermissen. Van een van deze dorpskermissen heeft het Hermitagemuseum te Sint-Petersburg een exemplaar in zijn bezit. Een kopie van het doek verhuisde naar Engeland. Het is op dit laatste exemplaar dat de vermelding "The Village Semster" staat geschreven.
Een Engels reiziger die rond 1834 de kermis van Zemst bezocht, herkende dezelfde scènes als in het schilderij, anderhalve eeuw eerder geschilderd.
Constantijn Huygens de Jonge (1628-1697), de oudste zoon van de beroemde dichter, werd in 1672 benoemd tot secretaris van prins Willem III. In zijn functie van secretaris vergezelde Huygens de prins op diens veldtochten tegen de Fransen in de Zuidelijke Nederlanden, Duitsland en Noord-Frankrijk. Tijdens die veldtochten hield Huygens een dagboek en maakte hij tekeningen van de plaatsen waar het leger neerstreek, die hij heel gewetensvol van datum en plaatsaanduiding voorzag. Vanaf 19 tot 21 april 1676 was Huygens in Zemst. Op de dag dat Huygens zijn tekening van het kasteel Relegem maakte, kreeg hij, zo weten we uit het dagboek, bezoek van David Teniers, die hem van de laatste nieuwtjes voorzag.
Huygens, Prins Willem III en de Nederlandse legerleiding kwamen dus aan op 19 april 1676 in het Relegemkasteel waar nota bene geen levende ziel te bespeuren viel. De "Dame" van het kasteel verbleef immers in het nabijgelegen klooster. Hier op deze plaats besprak prins Willem III onder andere met de gouverneur van de Spaanse Nederlanden, de Hertog van Villa-Hermosa, het beleg van het Noord-Franse grensstadje Condé en de plannen om via dit plaatsje Frankrijk binnen te dringen.

#### Volkstelling 1686
In 1686 telde Zemst 135 huizen, waarvan 20 pachthoeven en 32 kleine huisjes gebouwd in stro en leem. Verder waren er 26 schuren, 19 stallen en 12 herbergen, waarvan er vier wijn en bier schonken. De overige 8 schonken enkel bier en zaten dikwijls zonder voorraad. Het dorp telde één kasteel, één molen en één brouwerij. Er was een winkeltje waar men naaigerei kon kopen en twee kleine ateliers van smeden. De oppervlakte van Zemst was als volgt ingedeeld: van de 1.463 bunder (~2.050 ha) was er 775 bunder akkerland, 130 bunder weiland en 556 bunder bos. Meer dan een derde van de totale oppervlakte van het dorp bestond dus uit bos.

### 18e eeuw
In 1702 was het aantal huizen opgelopen tot 190 waarvan 55 kleine lemen huisjes. In het dorp woonden er ondertussen 1 militair, 1 gareelmaker, 65 handwerkers (kleine boeren, die op grotere boerenbedrijven werkzaam waren), 1 brouwer, 5 biertappers, 1 holleblokmaker, 1 timmerman, 1 bakker, 2 rademakers, 2 schoenmakers, 1 smid, 1 koster en 1 maalder.
De toename van het verkeer noopte de regeerders ertoe om de belangrijke "Steenweg" Brussel-Mechelen te verbreden. In 1715 namen de werken een aanvang. 15 families zagen hun eigendom verkleinen ten gunste van de Steenweg. Het ging om een stuk van aan de grens met Mechelen tot ongeveer in het centrum. Deze weg van Mechelen naar Brussel werd de zomerweg genoemd, omdat hij enkel in de droge zomerse perioden bruikbaar was. In de winter namen de reizigers de weg over Hofstade en Elewijt om naar Brussel te rijden.
Het totaal aantal huizen was in 1747 een klein beetje gestegen tot 215. De armoede was blijkbaar wat gedaald, want er waren nog 34 lemen huisjes.

#### Volkstellingen
In 1755 werd er tussen 8 en 15 januari een volkstelling gehouden. Er woonden 308 gezinnen in Zemst, waarvan 63 leefden van "den armen". Van de overige 245 waren er 142 die de kost verdienden als cossaert (dagloner), zij gingen dus werken bij een van de 42 pachtersgezinnen. In de gemeente waren toen trouwens 18 herbergen en 4 brouwerijen. Er waren daarnaast 9 spinsters, 4 wevers, 4 schoenmakers, 3 timmermannen, 2 radenmakers, 2 klompenmakers, een kleermaker, een kuiper, een smid, een metser en een brandewijnstoker. Meer dan 30 mensen werkten als knecht of als meid. Verder was er onder andere een chirurgijn, een molenaar en twee boswachters. De burgemeester was Maarten Ceulemans. Het totaal aantal inwoners bedroeg 1.393, waarvan 796 volwassenen en 597 kinderen.
Uit Parijse archieven blijkt dat het inwoneraantal in 1786 op 1.809 inwoners stond.
In 1794 telde de gemeente 341 huizen en woonden er 1.872 personen. Deze mensen bezaten samen 823 koeien, 262 kalveren, 141 paarden en 281 varkens. Tijdens de 18de eeuw kende Zemst dus een grote bevolkingsgroei.

### 19e eeuw
In 1804 telde Zemst een 1.863 inwoners, wat een zeer kleine daling was vergeleken met de cijfers van tien jaar eerder.
Rond 1828 werd te Zemst door de Nederlandse overheid een officiële gemeenteschool opgericht.
Belgische Revolutie: Begin oktober 1830, tijdens de gevechten tussen Belgen en Hollanders, was Zemst een tijdje de verzamelplaats van 1500 Hollandse soldaten. De Belgen onder leiding van Kolonel Moyard trokken zich gedurende deze dagen zuidwaarts terug in de stad Vilvoorde.
In 1832 waren de belangrijkste economische activiteiten te Zemst naast de alomtegenwoordige landbouw de linnenweverij, koolzaadbewerking, jeneverproductie en bierbrouwerij. Inwonersaantal: 1900
In 1836 was twee derde van Zemst nog altijd onbewerkte grond: heide en bos. In 1856 telde het toen nog afgelegen gehucht Kleempoel 185 inwoners. Een jaar later telde gans het dorp 2723 inwoners.

### 20e eeuw – heden
Wereldoorlog I

Op 25 augustus 1914 had de gemeente erg te lijden onder de wandaden van de Duitser legerregiment soldaten te paard, dat voor de verkenningen uitvoerden. Zij staken er huizen in brand en doodden er een aantal burgers.
Ook de Sint-Pieterskerk brandde af in 1914. Ze werd hetzelfde jaar nog volledig nieuw heropgebouwd. De arbeiders ontdekten tijdens de werken onder de kerkvloer een schat van archeologisch materiaal uit de Romeinse tijd, maar het nieuwe bouwwerk kon niet langer wachten om ingehuldigd te worden. De vondsten werden dus niet ontsloten, maar wel snel netjes terug overdekt met de nieuwe vloer.
Na Wereldoorlog I
De van oorsprong typisch-Brabantse plattelandsgemeente is sinds de jaren 1970 niet aan een felle bouwwoede ontsnapt en eigenlijk geabsorbeerd in de verstedelijkte as Antwerpen-Mechelen-Brussel

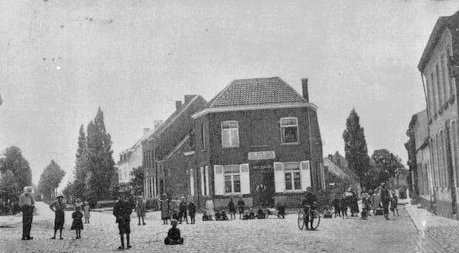
Zicht op de Leopoldstraat en de Brusselsesteenweg omstreeks 1900
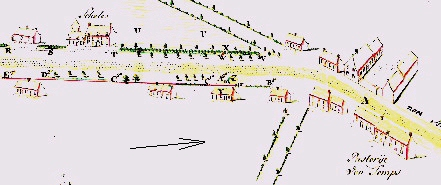
De dorpskom in 1775

## Geografie

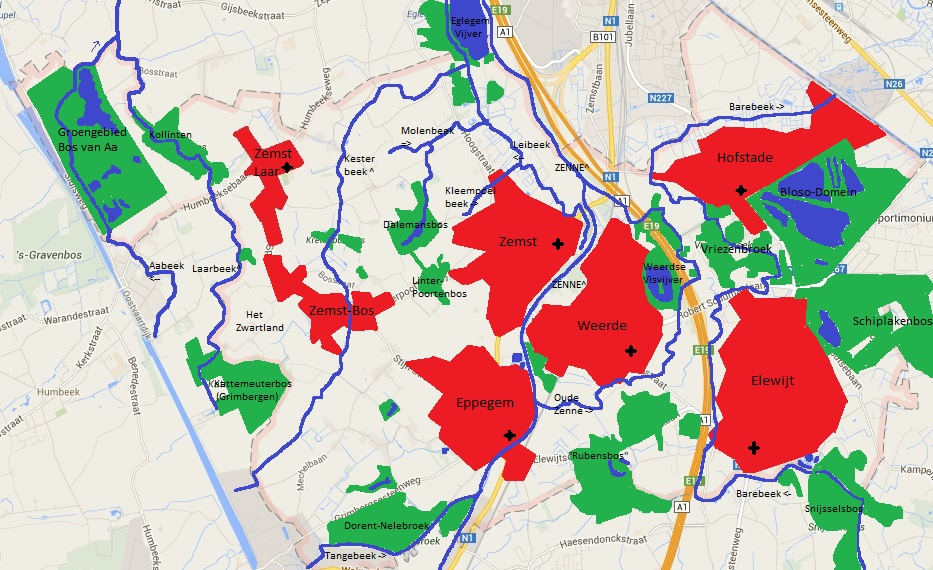
Simpele kaart van Zemst met de kernen, groengebieden en waterlopen

De gemeente ligt in de landstreek gekend als de Brabantse Kouters.

### Kernen
De gemeente telt naast Zemst zelf nog de deelgemeenten Eppegem, Hofstade, Elewijt en Weerde. In het westen van de deelgemeente Zemst liggen nog de dorpen Zemst-Laar en Zemst-Bos. Meer historische rurale woonkernen in de deelgemeente Zemst zijn Wormelaar, Kleempoel, Werfheide en Zwartland. De woonkern De Brug is rond 1970 vrijwel volledig verdwenen door de aanleg van de snelweg E19.

### Deelgemeenten
| # | Naam     | Opp. (km²) | Inwoners (2020) | Inwoners per km² | NIS-code |
| - | -------- | ---------- | --------------- | ---------------- | -------- |
| 1 | Zemst    | 18,12      | 5.831           | 322              | 23096A   |
| 2 | Elewijt  | 6,47       | 5.187           | 802              | 23096D   |
| 3 | Eppegem  | 8,51       | 4.548           | 535              | 23096E   |
| 4 | Hofstade | 5,94       | 4.844           | 815              | 23096B   |
| 5 | Weerde   | 4,19       | 2.848           | 680              | 23096C   |

### Waterlopen
Behalve de rivier de Zenne zijn er nog heel wat beken in Zemst, die hieronder opgesomd worden. Tussen haakjes staan de (al dan niet Zemstse) deelgemeenten waardoor de beek in kwestie stroomt, van bron tot monding.
- Laarbeek (Grimbergen - Zemst - Hombeek - Kapelle-op-den-Bos*) *: in één enkel punt
- Kesterbeek (Zemst)
- Leibeek (Eppegem - Zemst - Hombeek)
- Molenbeek (Zemst)
- Hondsleibeek (Weerde)
- Aabeek (Humbeek - Zemst - Kapelle-op-den-Bos - Hombeek - Leest)
- Barebeek (Machelen - Melsbroek - Steenokkerzeel - Berg - Kampenhout - Elewijt - Weerde - Hofstade - Mechelen* - Hofstade - Muizen) *De Barebeek vormt voor 650 meter de grens tussen Mechelen en Hofstade daarmee ook tussen de provincies Antwerpen en Vlaams-Brabant

## Bezienswaardigheden
- De Sint-Pieterskerk, uit 1927
- De kapel Onze-Lieve-Vrouw-in-'t-Hammeke, gelegen aan de Zenne, dateert oorspronkelijk uit de 17de eeuw
- Het Kasteel van Relegem (uit de 15e eeuw, oorsprong uit Frankische tijd)
- Het Kasteel Linterpoort (late 18e eeuw)
- Rusthuis daterend uit 1893 (huidig OCMW) en tuin met o.a.: taxus, atlasceder en dikke kastanjelaar (castanea sativa).[37]

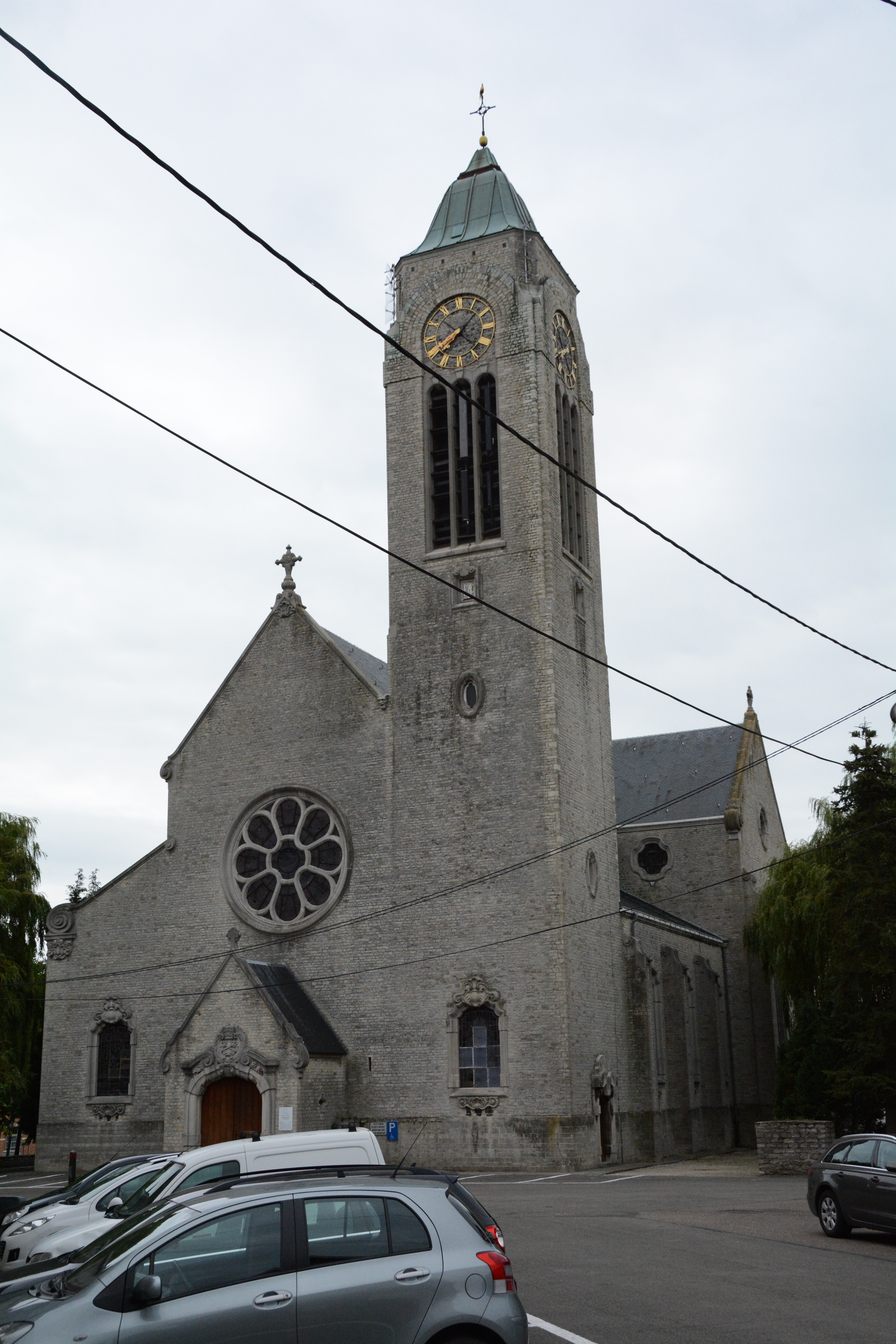
Sint-Pieterskerk
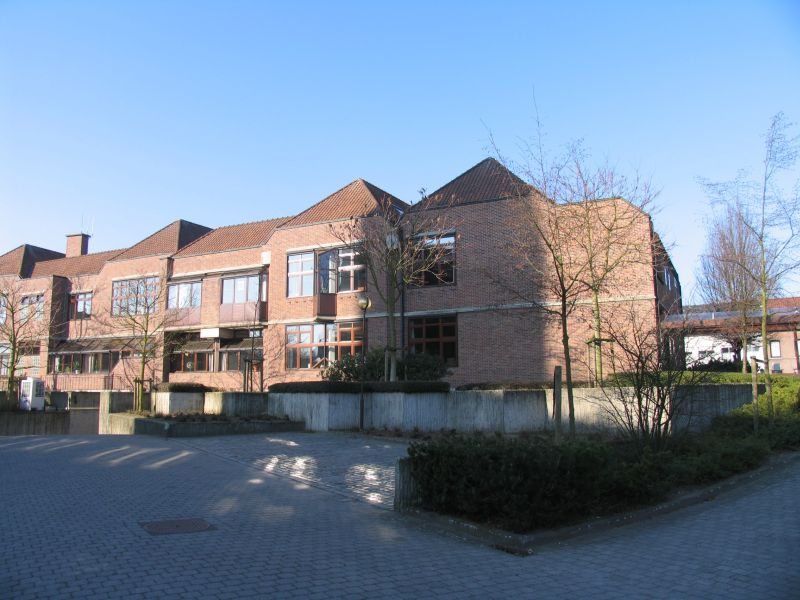
Gemeentehuis van Zemst
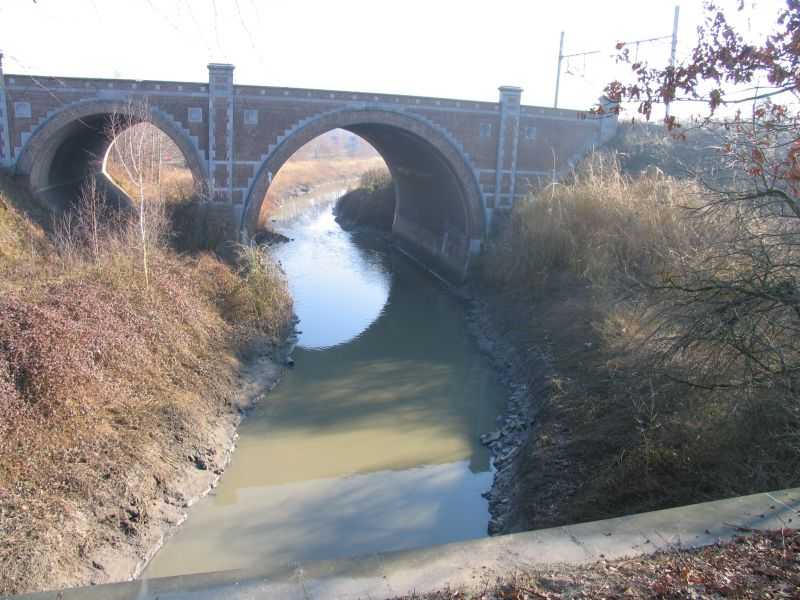
De Zenne
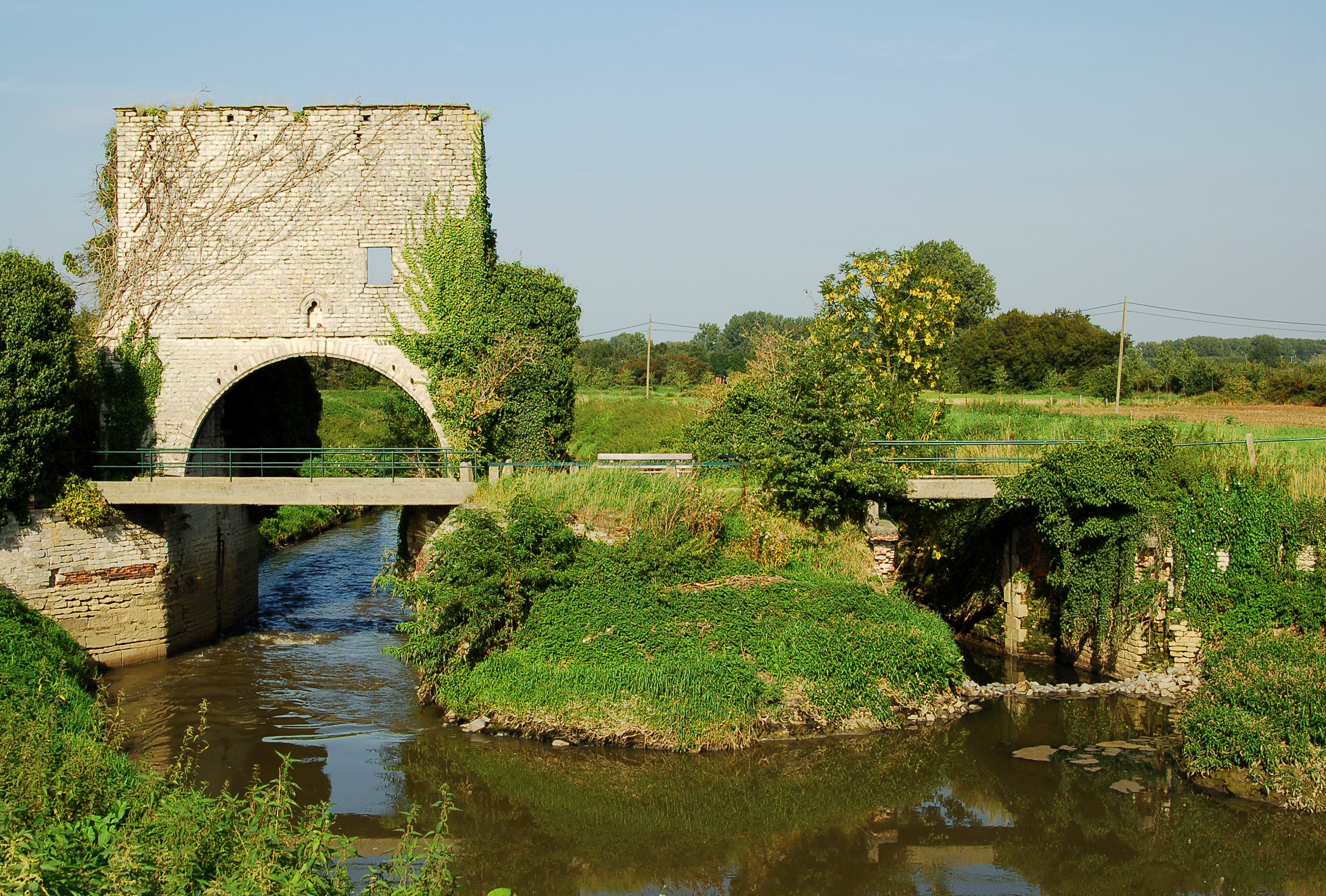
Middeleeuwse sluistoren op de Zenne ter hoogte van Weerde
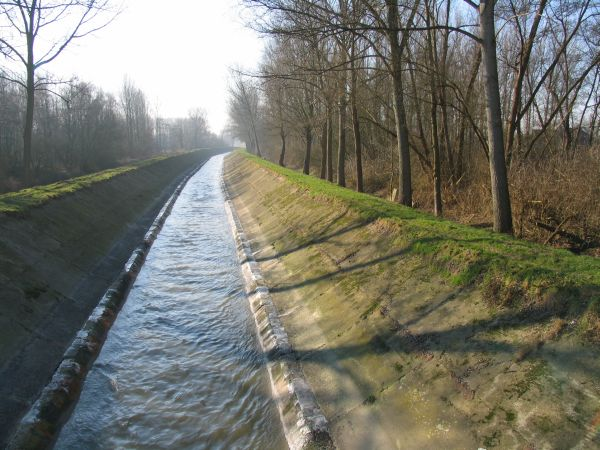
De Leibeek van de Zenne
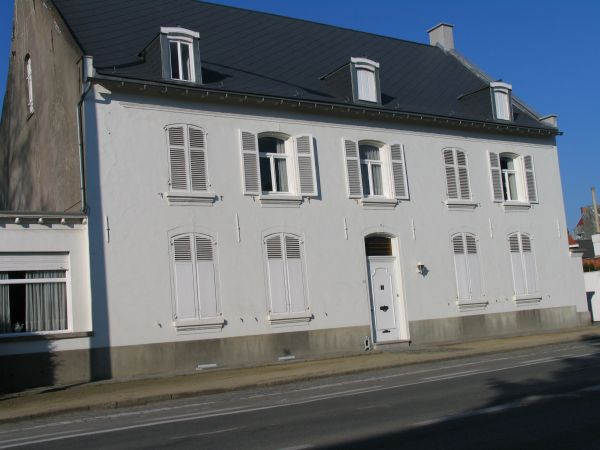
18de-eeuws huis
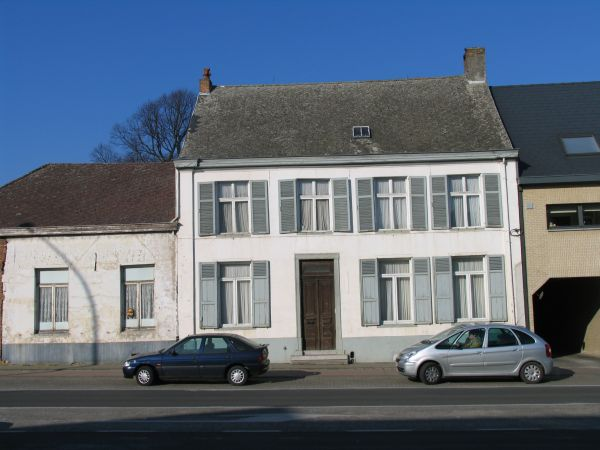
18de-eeuws huis

### Houtig erfgoed
- De geklasseerde Liefkensdreef met beuken (fagus sylvatica) en haagbeuken (carpinus betulus).
- Cultuurhistorisch landschap Domein Hofstade met opvallende rij kastanjelaars (castanea sativa) en rijen knoteiken (Quercus robur).
- Een solitaire knoteik met een omtrek van 403 cm (2023). Langs de Singelweg staan ook nog monumentale zomereiken (Quercus robur).[37]
- Relicten van een boomgaard naast het Dalemansbos
- De Zennevallei rond het kasteeldomein van Relegem. Langs de grachten en perceelsgrenzen komen veel knotbomenrijen voor. Deze bestaan voornamelijk uit wilg hoewel er ook knoteiken voorkomen.

### Natuurgebieden
Zemst ligt aan de Zenne en aan de Afleiding van de Zenne op een hoogte van ongeveer 10 meter. De bodem is zandlemig.
In Zemst zijn heel wat bossen en natuurgebieden. De belangrijkste staan hieronder vermeld:
- Het Bos van Aa, ongeveer 200 ha, met het Bos van Aa Museum, een kwartairgeologisch en paleontologisch museum.
- Het Dalemansbos
- Het gebied rond de Eglegemvijver
- De Kollinten, ongeveer 42 ha

## Demografie

### Demografische evolutie voor de fusie
- Bronnen:NIS, Opm:1831 tot en met 1970=volkstellingen

### Demografische ontwikkeling van de fusiegemeente
Alle historische gegevens hebben betrekking op de huidige gemeente, inclusief deelgemeenten, zoals ontstaan na de fusie van 1 januari 1977.
- Bronnen:NIS, Opm:1831 tot en met 1981=volkstellingen; 1990 en later= inwonertal op 1 januari

| Inwoners van jaar tot jaar op 1 januari 1992 tot heden | Inwoners van jaar tot jaar op 1 januari 1992 tot heden | Inwoners van jaar tot jaar op 1 januari 1992 tot heden |
| jaar                                                   | Aantal                                                 | Evolutie: 1992=index 100                               |
| ------------------------------------------------------ | ------------------------------------------------------ | ------------------------------------------------------ |
| 1992                                                   | 19.196                                                 | 100,0                                                  |
| 1993                                                   | 19.423                                                 | 101,2                                                  |
| 1994                                                   | 19.616                                                 | 102,2                                                  |
| 1995                                                   | 19.792                                                 | 103,1                                                  |
| 1996                                                   | 19.957                                                 | 104,0                                                  |
| 1997                                                   | 20.050                                                 | 104,4                                                  |
| 1998                                                   | 20.236                                                 | 105,4                                                  |
| 1999                                                   | 20.414                                                 | 106,3                                                  |
| 2000                                                   | 20.553                                                 | 107,1                                                  |
| 2001                                                   | 20.730                                                 | 108,0                                                  |
| 2002                                                   | 20.910                                                 | 108,9                                                  |
| 2003                                                   | 20.975                                                 | 109,3                                                  |
| 2004                                                   | 21.029                                                 | 109,5                                                  |
| 2005                                                   | 21.171                                                 | 110,3                                                  |
| 2006                                                   | 21.327                                                 | 111,1                                                  |
| 2007                                                   | 21.553                                                 | 112,3                                                  |
| 2008                                                   | 21.707                                                 | 113,1                                                  |
| 2009                                                   | 21.837                                                 | 113,8                                                  |
| 2010                                                   | 21.928                                                 | 114,2                                                  |
| 2011                                                   | 21.960                                                 | 114,4                                                  |
| 2012                                                   | 22.249                                                 | 115,9                                                  |
| 2013                                                   | 22.437                                                 | 116,9                                                  |
| 2014                                                   | 22.587                                                 | 117,7                                                  |
| 2015                                                   | 22.778                                                 | 118,7                                                  |
| 2016                                                   | 23.068                                                 | 120,2                                                  |
| 2017                                                   | 23.240                                                 | 121,1                                                  |
| 2018                                                   | 23.325                                                 | 121,5                                                  |
| 2019                                                   | 23.358                                                 | 121,7                                                  |
| 2020                                                   | 23.260                                                 | 121,2                                                  |
| 2021                                                   | 23.314                                                 | 121,5                                                  |
| 2022                                                   | 23.306                                                 | 121,4                                                  |
| 2023                                                   | 23.357                                                 | 121,7                                                  |
| 2024                                                   | 23.401                                                 | 121,9                                                  |
| 2025                                                   | 23.369                                                 | 121,7                                                  |

## Politiek
In Zemst is de katholieke/christendemocratische partij traditioneel sterk, in de verkiezingen van de jaren 1970 en 1980 behaalden ze steeds uitslagen boven de 40%. In diezelfde periode stond de socialistische partij steeds op de tweede plaats (20-25%) en kwamen de liberale en vlaams-nationalistische (VU) partij steeds op respectievelijk de derde en vierde plaatsen terecht, met scores rond de 15%.
Bij de verkiezingen van 1994 traden er relatief grote verschuivingen op. De CVP verloor in één klap meer dan 9% van de stemmen. Ook de SP daalde en bij de VU was de daling nog dramatischer. Enkel de VLD en de sinds de vorige verkiezingen opgekomen groene partij Agalev hielden goed stand. De nieuwe partij in Zemst, het Vlaams Blok haalde vanuit het niets meer dan 8% van de stemmen, net als de lokale partij Vlam, die rond de 11% haalde.
In 2000 zakte de CVP nog verder, ditmaal zelfs onder de 30%. Ook de Volksunie en beide socialistische partijen verloren stemmen. De VLD en het Vlaams Blok waren andermaal de grote winnaars. In 2006 kwamen enkele kartels tot stand. CD&V en N-VA traden in kartel, maar behaalden exact evenveel procent van de stemmen als het procent dat ze afzonderlijk in de verkiezingen ervoor haalden. Het kartel VLD-VIVANT kende een zeer sterke daling vergeleken met de vorige verkiezingen en ook het totaal van de twee linkse partijen (sp.a-spirit en Groen!) daalde nogmaals. Het lokale VLAM en ook het Vlaams Belang stegen beiden opnieuw sterk. Beide partijen behaalden een score van rond de 16%.
In 2012 kwam er een van de sterkste verschuivingen ooit gekend in de Zemstse (en Vlaamse) gemeentepolitiek. N-VA haalde uit het niets een score van 26%, maar ook de traditioneel sterke CD&V scoorde zeer goed met een uitslag van 29%. sp.a en Groen gingen in een kartel, maar kregen alsnog klappen, voor de zoveelste maal op rij. Maar het waren vooral de Open VLD en het Vlaams Belang die gemeentelijk gezien historisch zware klappen kregen: Open VLD daalde opnieuw sterk (van 12,5 naar 7%) en het Vlaams Belang daalde van bijna 17 naar 6,5% van de stemmen.

### Burgemeesters van Zemst
- Jean Baptiste Donckers ...–1805[39]
- Jean François Verstraeten 1805–1812
- D. Goens 1819–1826
- Sterckx
- Arthur Baeck (CVP) 1939–1947
- De Vocht
- Lauwers
- Arthur Baeck (CVP) 1959–1978 (gemeentefusie in 1977)
- Remy Merckx (CVP) 1979–1993
- Louis Van Roost (CVP) 1994–2006
- Bart Coopman (CD&V) 2007–2018
- Veerle Geerinckx (N-VA) 2019-2025
- Bart Coopman (CD&V) 2025–heden

#### Bestuur 2001-2006
CD&V, Volksunie en sp.a sloten een bestuursakkoord. CD&V'er Louis Van Roost werd burgemeester. Deze coalitie had 15 op 27 zetels in de gemeenteraad.

#### Bestuur 2007-2012
Het kartel CD&V-N-VA ging in zee met het kartel sp.a-spirit, wat erop neerkwam dat het gemeentebestuur van de vorige bestuursperiode gewoon werd voortgezet. Ook nu had deze coalitie een meerderheid van 15 op 27 zetels. CD&V'er Bart Coopman werd ditmaal burgemeester.

#### Bestuur 2013-2018
Vanaf 2013 kwam er een verschuiving in het Zemstse bestuur. Voor het eerst in lange tijd zaten er geen socialisten meer in het gemeentebestuur, CD&V en N-VA behaalden immers genoeg stemmen om zonder de sp.a te besturen. Samen vormden ze de meerderheid van 17 op 27 zetels, die dus zelfs sterker was dan de meerderheden die vroeger bestonden met de socialisten. De burgemeester werd voor een tweede termijn op rij de CD&V'er Bart Coopman.

#### Bestuur 2019-2024
De relaties tussen meerderheidspartijen CD&V en N-VA geraakten vertroebeld, waardoor er een 'veranderingscoalitie' op de been werd gebracht. CD&V bleef na de verkiezingen met 9 zetels de grootste partij, maar N-VA ging scheep met lokale partij VLAM, Groen en sp.a en zette CD&V zo buitenspel. De nieuwe coalitie had een meerderheid van 15 op 27 zetels. Voor het eerst kreeg Zemst met N-VA'ster Veerle Geerinckx een vrouwelijke burgemeester.

#### Bestuur 2025-2030
Bij de gemeenteraadsverkiezingen van 13 oktober 2024 werd Iedereen Zemst, een kartel van CD&V, Open Vld en enkele onafhankelijken, nipt de grootste partij, met een lichte voorsprong op de lijst Team Burgemeester, een samenwerking van N-VA, VLAM en Vooruit. Iedereen Zemst vormde een coalitie met Groen en beschikte zo over een meerderheid van 14 op 27 zetels. Bart Coopman (Iedereen Zemst) werd opnieuw burgemeester. Vanwege een uiteindelijk afgewezen klacht van Team Burgemeester over vermeende onregelmatigheden bij de Raad van Verkiezingsbetwistingen, werd het nieuwe gemeentebestuur pas op 6 januari 2025 geïnstalleerd.

### Resultaten gemeenteraadsverkiezingen sinds 1976
| Partij               | Partij                                                       | 10-10-1976 | 10-10-1976 | 10-10-1982 | 10-10-1982 | 9-10-1988 | 9-10-1988 | 9-10-1994 | 9-10-1994 | 8-10-2000 | 8-10-2000 | 8-10-2006 | 8-10-2006 | 14-10-2012 | 14-10-2012 | 14-10-2018 | 14-10-2018 | 13-10-2024 | 13-10-2024 |
| Stemmen / Zetels     | Stemmen / Zetels                                             | %          | 25         | %          | 25         | %         | 25        | %         | 25        | %         | 27        | %         | 27        | %          | 27         | %          | 27         | %          | 27         |
| -------------------- | ------------------------------------------------------------ | ---------- | ---------- | ---------- | ---------- | --------- | --------- | --------- | --------- | --------- | --------- | --------- | --------- | ---------- | ---------- | ---------- | ---------- | ---------- | ---------- |
|                      | PVV1/ VLD2/ VLD-VIVANT3/ Open Vld4/ Iedereen ZemstC          | 14,71      | 3          | 13,111     | 2          | 15,851    | 4         | 14,732    | 4         | 20,312    | 6         | 12,543    | 3         | 6,994      | 1          | 8,34       | 2          | 40,1C      | 12         |
|                      | CVP1 / CD&V+N-VAA / CD&V2/ Iedereen ZemstC                   | 45,691     | 13         | 46,331     | 13         | 42,821    | 12        | 33,611    | 10        | 28,291    | 9         | 33,87A    | 11        | 28,972     | 9          | 27,92      | 9          | 40,1C      | 12         |
|                      | VU1 / VU&ID2 / CD&V+N-VAA / N-VA3/ Team BurgemeesterD        | 15,551     | 3          | 17,541     | 4          | 12,781    | 3         | 6,531     | 1         | 5,512     | 1         | 33,87A    | 11        | 25,983     | 8          | 25,83      | 8          | 39,3D      | 11         |
|                      | VLAM1/ Team BurgemeesterD                                    | -          |            | -          |            | -         |           | 11,541    | 3         | 10,681    | 3         | 16,371    | 4         | 16,051     | 4          | 13,81      | 4          | 39,3D      | 11         |
|                      | SP1 / sp.a-spirit2 / sp.a-GroenB / sp.a3/ Team BurgemeesterD | 24,061     | 6          | 23,031     | 6          | 19,641    | 5         | 16,431    | 4         | 14,161    | 4         | 15,412    | 4         | 15,64B     | 4          | 7,73       | 1          | 39,3D      | 11         |
|                      | Agalev1/ Groen!2/ sp.a-GroenB/ Groen3                        | -          |            | -          |            | 8,521     | 1         | 8,381     | 1         | 7,441     | 1         | 5,022     | 0         | 15,64B     | 4          | 9,83       | 2          | 10,83      | 2          |
|                      | Vlaams Blok1/ Vlaams Belang2                                 | -          |            | -          |            | -         |           | 8,781     | 2         | 12,521    | 3         | 16,802    | 5         | 6,372      | 1          | 6,72       | 1          | 9,72       | 2          |
| Anderen(*)           | Anderen(*)                                                   | -          |            | -          |            | 0,38      | 0         | -         |           | 1,09      | 0         | -         |           | -          |            | -          |            | -          |            |
| Totaal stemmen       | Totaal stemmen                                               | 11528      | 11528      | 12543      | 12543      | 13337     | 13337     | 13971     | 13971     | 14576     | 14576     | 15582     | 15582     | 15790      | 15790      | 16894      | 16894      | 12116      | 12116      |
| Opkomst %            | Opkomst %                                                    |            |            |            |            | 94,66     | 94,66     | 93,72     | 93,72     | 92,22     | 92,22     | 93,90     | 93,90     | 91,38      | 91,38      | 93,9       | 93,9       | 67,0       | 67,0       |
| Blanco en ongeldig % | Blanco en ongeldig %                                         | 3,16       | 3,16       | 3,76       | 3,76       | 3,05      | 3,05      | 3,82      | 3,82      | 3,57      | 3,57      | 3,53      | 3,53      | 2,48       | 2,48       | 2,4        | 2,4        | 0,8        | 0,8        |

De zetels van de gevormde meerderheid staan vetjes weergegeven. De grootste partij is in kleur.

De rode cijfers en letters naast de gegevens duiden aan onder welke naam de partijen telkens bij een verkiezing opkwamen.

(*) 1988: SAP / 2000: VIVANT

## Pinksterjaarmarkt
Al sinds 1977 wordt er in Zemst jaarlijks de pinksterjaarmarkt georganiseerd. Het recordjaar was 2010, toen stonden er 330 standen en kwamen er maar liefst 15.000 mensen op af.

## Mobiliteit
Belangrijke transportwegen zijn in Zemst:
- De autosnelweg E19;
- De Brusselsesteenweg (Mechelen-Brussel), later de N1 genoemd;
- Helemaal in het westen, het Zeekanaal Brussel-Schelde;
- Helemaal in het oosten, de Leuvense Vaart.
- Spoorlijn 25, Brussel - Antwerpen
- Spoorlijn 25N, Schaarbeek - Mechelen
- Spoorlijn 27B, Weerde - Sint-Katelijne-Waver

In de gemeente Zemst liggen drie (onbemande) treinstations: Eppegem, Weerde en Hofstade. Diverse bussen van vervoersmaatschappij De Lijn bedienen (Groot) Zemst: lijnen 280, 282, 283, 501, 510 , 550, 551, 552, 681, 682 en  683 bedienen één of meerdere haltes in de gemeente.

## Sport
In Zemst bevinden zich zes voetbalploegen:
- KFC Eppegem
- FC Zemst Sportief
- VK Weerde
- KCVV Elewijt
- FC Verbroedering Hofstade
- SK Laar (aangesloten in KVV afdeling Antwerpen)

Verder is er nog de REKO Roller Club, een skateclub in Eppegem waarvan al verschillende leden EK- en WK-overwinningen hebben behaald. Ook is er een basketbalclub onder naam van Basket Groot Zemst welke is ontstaan door het samengaan van de clubs uit Weerde, Eppegem, Elewijt en Avanti Zemst.
Daarnaast bevindt zich in Zemst ook de enige curlingbaan van België. De baan huisvest de lokale club Curling Club Zemst.

## Bekende Zemstenaars

### Geboren in Zemst
- Augustinus Cantinjaeu (1908-1990), abt
- Jan Lauwers (1938), wielrenner
- Pascale Bal (1971), actrice

### Woonachtig in Zemst
- Jacques-Nicolas Lemmens (1823-1881), organist en componist
- Marc Coessens (Leuven, 1954), acteur
- Veerle Eyckermans (Wilrijk, 1962), actrice
- Peter Van den Eede (Merchtem, 1963), acteur
- Christel Domen (Wilrijk, 1963), actrice
- Tom Dehaene (Brugge, 1969), politicus
- Ronny Mosuse (Antwerpen, 1971), popmuzikant
- Karim Schelkens (Lier, 1977), schrijver en biograaf
- Wesley Muyldermans (Mechelen, 1977), schrijver

### Overleden
- Paul Cammermans (1921-1999), acteur en regisseur

## Partnersteden
- Sokone (Senegal)
- Spermezeu (Roemenië)

## Nabijgelegen kernen
Mechelen, Hombeek, Zemst-Laar, Zemst-Bos, Eppegem, Weerde